# 外山 (名古屋市)
外山（そとやま）は、愛知県名古屋市南区の地名。現行行政地名は外山一丁目及び外山二丁目。住居表示実施。

## 地理
名古屋市南区北東部に位置する。西は駈上一丁目・駈上二丁目、南は鳥栖一丁目・鳥栖二丁目、北は平子一丁目・平子二丁目に接する。

## 歴史

### 町名の由来
呼続町の字外山による。

### 沿革
- 1946年（昭和21年）11月11日 - 南区呼続町の一部により、同区外山町が成立する[1]。
- 1968年（昭和43年）8月15日 - 呼続町の一部を編入する[1]。
- 1984年（昭和59年）1月15日 - 南区外山一丁目が駈上町・外山町・東浦通の一部により、外山二丁目が外山町・東浦通・宮崎通の各一部によりそれぞれ成立する[1]。また、外山町が外山一丁目および外山二丁目・駈上一丁目および駈上二丁目にそれぞれ編入され消滅する[1]。

## 世帯数と人口
2019年（平成31年）4月1日現在の世帯数と人口は以下の通りである。
| 丁目       | 世帯数  | 人口    |
| ---------- | ------- | ------- |
| 外山一丁目 | 366世帯 | 752人   |
| 外山二丁目 | 292世帯 | 672人   |
| 計         | 658世帯 | 1,424人 |

### 人口の変遷
国勢調査による人口の推移
| 2000年（平成12年） | 1,317人 | [ WEB 6 ] |  |
| 2005年（平成17年） | 1,309人 | [ WEB 7 ] |  |
| 2010年（平成22年） | 1,398人 | [ WEB 8 ] |  |
| 2015年（平成27年） | 1,431人 | [ WEB 9 ] |  |

## 学区
市立小・中学校に通う場合、学校等は以下の通りとなる。また、公立高等学校に通う場合の学区は以下の通りとなる。
| 丁目       | 番・番地等 | 小学校               | 中学校               | 高等学校 |
| ---------- | ---------- | -------------------- | -------------------- | -------- |
| 外山一丁目 | 全域       | 名古屋市立菊住小学校 | 名古屋市立桜田中学校 | 尾張学区 |
| 外山二丁目 | 全域       | 名古屋市立菊住小学校 | 名古屋市立桜田中学校 | 尾張学区 |

## その他

### 日本郵便
- 郵便番号 : 457-0008[WEB 3]（集配局：名古屋南郵便局[WEB 12]）。

### WEB
1. ↑  “愛知県名古屋市南区の町丁・字一覧”.   人口統計ラボ. 2017年10月7日閲覧。
2. 1 2  “町・丁目(大字)別、年齢(10歳階級)別公簿人口(全市・区別)”.   名古屋市 (2019年4月22日). 2019年4月23日閲覧。
3. 1 2  “郵便番号”.  日本郵便. 2019年3月17日閲覧。
4. ↑  “市外局番の一覧”.   総務省. 2019年1月6日閲覧。
5. 1 2  名古屋市役所市民経済局地域振興部住民課町名表示係 (2015年10月21日). “南区の町名一覧”.   名古屋市. 2017年10月7日閲覧。
6. ↑  名古屋市役所総務局企画部統計課統計係 (2005年7月1日). “（刊行物）名古屋の町(大字)・丁目別人口 (平成12年国勢調査) 南区” (XLS). 2017年10月8日閲覧。
7. ↑  名古屋市役所総務局企画部統計課統計係 (2007年6月29日). “平成17年国勢調査　名古屋の町(大字)別・年齢別人口 南区” (XLS). 2017年10月8日閲覧。
8. ↑  名古屋市役所総務局企画部統計課統計係 (2012年6月29日). “平成22年国勢調査　名古屋の町(大字)別・年齢別人口 南区” (XLS). 2017年10月8日閲覧。
9. ↑  名古屋市役所総務局企画部統計課統計係 (2017年7月7日). “平成27年国勢調査　名古屋の町(大字)別・年齢別人口” (XLS). 2017年10月8日閲覧。
10. ↑  “市立小・中学校の通学区域一覧”.   名古屋市 (2018年11月10日). 2019年1月14日閲覧。
11. ↑  “平成29年度以降の愛知県公立高等学校（全日制課程）入学者選抜における通学区域並びに群及びグループ分け案について”.   愛知県教育委員会 (2015年2月16日). 2019年1月14日閲覧。
12. ↑  “郵便番号簿 2018年度版” (PDF).   日本郵便. 2019年4月23日閲覧。

### 文献
1. 1 2 3 4 5 6 7  名古屋市計画局 1992, p. 850.
2. 1 2  「角川日本地名大辞典」編纂委員会 1989, p. 1541.
3. ↑  名古屋市計画局 1992, p. 567.